# Motorstorm: Apocalypse
MotorStorm: Apocalypse är ett racingspel av Evolution Studios och publicerat av Sony Computer Entertainment för Playstation 3. Spelet släpptes i Europa den 16 mars 2011 och i USA den 3 maj. Det är den fjärde delen i Motorstorm-serien och den tredje till Playstation 3. 
Spelet utspelar sig i ett apokalyptiskt stadsområde vid namn The City, som ligger i USA:s västkust inom Kalifornienviken.